# جاوید امام‌وردی‌اف
جاوید امام‌وردی‌اف (ترکی آذربایجانی: Cavid İmamverdiyev؛ زادهٔ ۱ اوت ۱۹۹۰) بازیکن فوتبال اهل جمهوری آذربایجان است.
از باشگاه‌هایی که در آن بازی کرده‌است می‌توان به باشگاه فوتبال نفتچی باکو و باشگاه فوتبال الازیغ‌اسپور اشاره کرد.
وی همچنین در تیم‌های ملی فوتبال زیر ۲۱ سال جمهوری آذربایجان و جمهوری آذربایجان بازی کرده‌است.